# Cardiopharynx schoutedeni
Cardiopharynx schoutedeni är en fiskart som beskrevs av Max Poll 1942. Cardiopharynx schoutedeni ingår i släktet Cardiopharynx och familjen Cichlidae. IUCN kategoriserar arten globalt som livskraftig. Inga underarter finns listade.